# Lee Jong-won
Lee Jong-won (en hangul, 이종원), es un actor surcoreano.

## Carrera
Es miembro de la agencia "Echo Global Group" (에코글로벌그룹).
El 14 de febrero del 2019 se unió al elenco principal de la serie Ghostderella donde dio vida a Jin-soo, el fantasma de un joven hombre que se le presenta a Min Ah (Kim Bo-ra) una joven que puede ver fantasmas. hasta el final de la serie el 7 de marzo del mismo año.
El 15 de diciembre del mismo año se unió al elenco de la segunda temporada de la serie Farming Academy donde interpretó a Woo-jin, un nuevo estudiante que está entusiasmado por empezar la vida agrícola, hasta el final de la serie el 23 de diciembre del mismo año.
El 24 de enero del 2020 se unió al elenco principal de la serie web XX donde dio vida a Wang Jung-deun, el mejor amigo de Yoon Na-na (Hani), hasta el final de la serie el 21 de febrero del mismo año.
El 15 de junio del mismo año se unió al elenco principal de la serie In Your Dream donde interpretó al atractivo No Joon-soo, el dueño de una cafetería, quien luego de presenciar el accidente de Yoo Nam-hee (Bae Noo-Ri), decide unirse al proyecto médico llamado "In Your Dream" para rescatarla del coma, hasta el final de la serie el 3 de agosto del mismo año.
En octubre del mismo año se unió al elenco de la serie The Spies Who Loved Me (también conocida como "The Spy Who Loved Me") donde da vida a "Tinker", un experto en la restauración de autos clásicos que trabaja como el agente más joven en Hermes, una agencia de espionaje corporativa.
En noviembre de 2021 se anunció que estaba en pláticas para unirse al elenco de la serie Borrador de malos recuerdos.

## Filmografía

### Series de televisión
| Año  | Título                           | Personaje                 | Notas                   | Ref.                 |
| ---- | -------------------------------- | ------------------------- | ----------------------- | -------------------- |
| 2018 | Go, Back Diary                   | Do Jae-hyun               | Serie web, 4 episodios  |                      |
| 2018 | What Are You Doing On Christmas? | -                         | Serie web, 2 episodios  |                      |
| 2019 | Ghostderella                     | Jin Soo                   | Serie web, 4 episodios  |                      |
| 2019 | How to Hate You                  | Go Eun-tae                | 6 episodios             |                      |
| 2019 | Our Baseball                     | Kim Kyung-shik            | 10 episodios            |                      |
| 2019 | Jal Pa Gin Love                  | Chris                     | Serie web, 3 episodios  |                      |
| 2019 | Issue Makers                     | -                         | 10 episodios            |                      |
| 2019 | Farming Academy Season 2         | Woo-jin                   | 4 episodios             |                      |
| 2020 | XX                               | Wang Jung-deun / "Jayden" | Serie web, 10 episodios |                      |
| 2020 | My Unfamiliar Family             | Ahn Hyo-seok              |                         |                      |
| 2020 | Twenty-Twenty                    | Wang Jung-deun / "Jayden" | Serie web, episodios 11 |                      |
| 2020 | In Your Dream                    | No Joon-soo               | Serie web, 8 episodios  |                      |
| 2020 | Amanza                           | Park Dong-yeon            |                         |                      |
| 2020 | The School Nurse Files           | Estudiante                | Episodio 1              |                      |
| 2020 | The Spies Who Loved Me           | "Tinker"                  |                         |                      |
| 2021 | Hospital Playlist 2              | Dr. Kim Geon-eun          |                         |                      |
| 2022 | Golden Spoon                     | Hwang Tae-yong            |                         | [ 11 ]               |
| 2024 | Knight Flower                    | Park Soo-ho               |                         | [ 12 ] [ 13 ] [ 14 ] |
| 2024 | Borrador de malos recuerdos      | Lee Shin                  |                         | [ 15 ] [ 16 ] [ 17 ] |
| 2024 | Brewing Love                     | Yoon Min-ju               |                         | [ 18 ] [ 19 ] [ 20 ] |

### Películas
| Año  | Título        | Personaje      | Notas                                                                              |
| ---- | ------------- | -------------- | ---------------------------------------------------------------------------------- |
| 2019 | Family Affair | Soo-wan        | Junto a Jang Hye-jin, Tae In-ho, Lee Ga-sub, Kim Jin-young y Lee Hyo-je            |
| 2019 | Our Baseball  | Kim Kyung-shik | Junto a Dong Hyun-bae, Park Jeong-hwa, Park Chul-min, Gong Jung-hwan y Yoo In-hyuk |

### Aparición en videos musicales
| Año  | Artista        | Canción           | Notas |
| ---- | -------------- | ----------------- | ----- |
| 2016 | Lee Seung-hwan | "Just Goodbye"    |       |
| 2021 | IU             | "Strawberry Moon" |       |

### Revistas / sesiones fotográficas
| Año | Título          | Notas |
| --- | --------------- | ----- |
| -   | Star 1 Magazine |       |